# Korg M1
El Korg M1 és un sintetitzador digital produït per la marca japonesa Korg, en producció des del 1988 fins al 1994. La seva capacitat com a sintetitzador i els múltiples accessoris complementaris que oferia (seqüenciador, efectes sonors digitals, etc.) van convertir-lo aviat en un model de referència en el terreny de les workstations. Les seves vendes superen les 250000 unitats, que el converteixen en el sintetitzador més venut de tots els temps.

## Fonaments
El funcionament intern del Korg M1 era bastant senzill: oferia enregistraments d'instruments reals (samples) com guitarres, pianos, flautes o veus humanes com a base per crear els seus sons, combinats amb formes d'ona sintetitzades. La polifonia de l'instrument (16 veus com a màxim) depenia del nombre d'elements que intervinguessin en la creació dels sons; el Korg M1 disposava d'una memòria interna de 4 MB, que es traduïa en un total de 144 sons de partida. Aquest mètode de síntesi havia estat ja presentat pel Roland D-50, però el Korg M1 posseïa una paleta sonora més diversa.
Per modular el so i afegir-li elements extra, l'M1 comptava amb un filtre —digital, passa-baixes, amb generador de contorns independent, però sense control de ressonància—, un generador de contorns (VCA) i un arsenal d'efectes sonors que incloïen eco, reverberació i molts d'altres. També incloïa un seqüenciador de 8 pistes, amb moltes funcions innovadores per a l'època.
L'aparell fou presentat el 1988 a la fira NAMM de Califòrnia; la varietat dels seus sons i la possibilitat de compondre i enregistrar cançons senceres utilitzant el seqüenciador i els efectes digitals van convertir-lo aviat en un èxit. Molts dels seus sons (en particular el piano i la guitarra) foren extensament utilitzats pels artistes de la naixent escena dance de principis dels anys 90. Degut a aquest èxit, Korg i d'altres empreses s'especialitzaren a oferir targetes de memòria que contenien nous sons per als usuaris.

## Característiques tècniques
- Polifonia: 16 veus.
- Oscil·ladors: 4 MB de sons multisamplejats (144 sons).
- Efectes: eco, reverberació, chorus, equalització.
- Filtre digital, passa-baixes, no ressonant.
- VCA: 3 generadors de contorns ADSR independents.
- Teclat: 61 tecles, amb velocitat, postpulsació, superposició i divisió.
- Memòria per a 100 sons.
- Seqüenciador: 8 pistes, amb quantització, edició i possibilitat d'enregistrar i incorporar frases sonores a la seqüència.

## Alguns usuaris famosos del Korg M1
- Depeche Mode
- Orchestral Manoeuvres in the Dark
- Gary Numan
- Pet Shop Boys
- Vangelis
- Kitaro
- Mike Oldfield
- The Cure
- The Cranberries